# Penitenciarul Oradea
Penitenciarul Oradea este o unitate de detenție din Oradea, județul Bihor, România. Directorul actual al penitenciarului este comisarul șef Marius Paul Hliban

## Istoric
Clădirea penitenciarului a fost construită în anul 1852 iar în anul 1865 aceasta a fost cumpărată de primărie și transormată în unitate de detenție. În perioada 1977 - 1983 penitenciarul nu a funcționat.